# 長柄町町民バス
長柄町町民バス（ながらまちちょうみんバス）は、千葉県長生郡長柄町がかつて運行していたコミュニティバスである。小湊鉄道長南営業所が受託していた。2020年（令和2年）3月31日をもって運行を終了した。

## 運賃
- 小学生以上 100円
- 未就学児・障害者手帳所持者は無料

## 廃止時の路線
各コース1日1便運転。土休日は運休。
- 1コース： こども園 → 役場・福祉センター → 福島孝徳記念病院 → ふる里村 → 山之郷 → 二軒家 → こども園 → 役場・福祉センター
- 2コース： 高山 → 大庭 → 辺田 → 聖光会病院前 → 役場・福祉センター
- 3コース： 役場・福祉センター → 力丸入口 → 福島孝徳記念病院 → ふる里村 → 西山集会所前 → 山之郷 → 二軒家 → ロングウッドステーション → 七里野 → 長柄山 → 聖光会病院前 → 役場・福祉センター
- 4コース： 役場・福祉センター → 力丸入口 → 福島孝徳記念病院 → ふる里村 → 長柄小学校前 → 山之郷 → ロングウッドステーション → 二軒家 → 聖光会病院前 → 役場・福祉センター
- 5コース： こども園 → 役場・福祉センター → 福島孝徳記念病院 → ふる里村 → 西山集会所前 → 山之郷 → ロングウッドステーション → 長柄山 → 辺田 → こども園 → 役場・福祉センター
- 6コース： こども園 → 役場・福祉センター → 福島孝徳記念病院 → ふる里村 → 西山集会所前 → 山之郷 → ロングウッドステーション → 長柄山 → 辺田 → こども園 → 役場・福祉センター → 大庭 → 高山